# Bellou-en-Houlme
Bellou-en-Houlme är en kommun i departementet Orne i regionen Normandie i nordvästra Frankrike. Kommunen ligger i kantonen Messei som tillhör arrondissementet Argentan. År 2022 hade Bellou-en-Houlme 1 031 invånare.

## Befolkningsutveckling
Antalet invånare i kommunen Bellou-en-Houlme
| Referens: INSEE |